# Campeonato Uruguayo de Primera División 1949
El Campeonato Uruguayo 1949 fue el 45° torneo de primera división del fútbol uruguayo, correspondiente al año 1949.
El torneo consistió en un campeonato a dos ruedas todos contra todos, coronando campeón al equipo que logrará más puntos, mientras que el peor equipo descendería a la Segunda División.
Tras finalizar las 18 fechas del torneo, el Club Atlético Peñarol se consagró campeón uruguayo por decimoséptima vez en su historia, obteniendo el título de manera invicta con un 94,44% de rendimiento.
Al ubicarse en el último puesto del campeonato, el Club Atlético Defensor descendió a la Segunda División, luego de acumular sólo siete unidades.

## Campeonato

### Tabla de posiciones
| Pos. | Equipo               | PJ | PG | PE | PP | GF | GC | Dif. | Pts. |
| ---- | -------------------- | -- | -- | -- | -- | -- | -- | ---- | ---- |
| 1º   | Peñarol              | 18 | 16 | 2  | 0  | 62 | 17 | +45  | 34   |
| 2º   | Nacional             | 18 | 12 | 4  | 2  | 48 | 28 | +20  | 28   |
| 3º   | Rampla Juniors       | 18 | 6  | 11 | 1  | 27 | 18 | +9   | 23   |
| 4º   | River Plate          | 18 | 10 | 1  | 7  | 36 | 35 | +1   | 21   |
| 5º   | Cerro                | 18 | 7  | 3  | 8  | 31 | 35 | -4   | 17   |
| 6º   | Danubio              | 18 | 4  | 7  | 7  | 27 | 32 | -5   | 15   |
| 7º   | Liverpool            | 18 | 3  | 7  | 8  | 19 | 29 | -10  | 13   |
| 8º   | Montevideo Wanderers | 18 | 4  | 5  | 9  | 25 | 38 | -13  | 13   |
| 9º   | Central              | 18 | 2  | 5  | 11 | 19 | 42 | -23  | 9    |
| 10º  | Defensor             | 18 | 1  | 5  | 12 | 28 | 48 | -20  | 7    |

|  | Campeón Uruguayo.             |
|  | Desciende a Segunda División. |

|                                                   |
| Uruguay                                           |
| Campeón Uruguayo 1949 Peñarol 17.mo título de AUF |

### Fixture
| Nacional             | 8-3 | Cerro          |
| Peñarol              | 5-0 | Liverpool      |
| River Plate          | 3-1 | Defensor       |
| Central              | 1-1 | Rampla Juniors |
| Montevideo Wanderers | 4-4 | Danubio        |

| Peñarol     | 5-2 | Central              |
| Cerro       | 3-1 | Danubio              |
| Defensor    | 1-1 | Liverpool            |
| Nacional    | 2-2 | Rampla Juniors       |
| River Plate | 2-1 | Montevideo Wanderers |

| Nacional       | 4-3 | Defensor             |
| Peñarol        | 3-0 | River Plate          |
| Rampla Juniors | 2-1 | Montevideo Wanderers |
| Danubio        | 4-1 | Central              |
| Cerro          | 2-2 | Liverpool            |

| Peñarol        | 3-1 | Danubio              |
| Cerro          | 2-0 | Defensor             |
| Rampla Juniors | 0-0 | Liverpool            |
| Central        | 1-0 | River Plate          |
| Nacional       | 5-1 | Montevideo Wanderers |

| Nacional             | 3-2 | River Plate    |
| Cerro                | 3-2 | Central        |
| Peñarol              | 6-1 | Defensor       |
| Montevideo Wanderers | 2-0 | Liverpool      |
| Danubio              | 1-1 | Rampla Juniors |

| Peñarol        | 6-0 | Montevideo Wanderers |
| Nacional       | 1-1 | Danubio              |
| River Plate    | 2-1 | Liverpool            |
| Central        | 2-2 | Defensor             |
| Rampla Juniors | 1-0 | Cerro                |

| Nacional             | 2-1 | Liverpool      |
| Peñarol              | 5-3 | Cerro          |
| River Plate          | 3-1 | Danubio        |
| Montevideo Wanderers | 4-1 | Central        |
| Defensor             | 1-1 | Rampla Juniors |

| Rampla Juniors | 3-1 | River Plate          |
| Danubio        | 4-1 | Defensor             |
| Liverpool      | 2-0 | Central              |
| Cerro          | 1-0 | Montevideo Wanderers |
| Peñarol        | 2-0 | Nacional             |

| Peñarol              | 2-2 | Rampla Juniors |
| Nacional             | 2-0 | Central        |
| Liverpool            | 1-1 | Danubio        |
| River Plate          | 2-1 | Cerro          |
| Montevideo Wanderers | 2-1 | Defensor       |

| Nacional       | 3-2 | Cerro                |
| Peñarol        | 2-0 | Liverpool            |
| River Plate    | 3-2 | Defensor             |
| Rampla Juniors | 3-0 | Central              |
| Danubio        | 2-0 | Montevideo Wanderers |

| Peñarol     | 5-0 | Central              |
| Cerro       | 1-1 | Danubio              |
| Liverpool   | 2-1 | Defensor             |
| Nacional    | 1-1 | Rampla Juniors       |
| River Plate | 3-1 | Montevideo Wanderers |

| Nacional       | 3-2 | Defensor             |
| Peñarol        | 2-1 | River Plate          |
| Rampla Juniors | 1-1 | Montevideo Wanderers |
| Danubio        | 0-0 | Central              |
| Cerro          | 1-0 | Liverpool            |

| Peñarol        | 2-1 | Danubio              |
| Defensor       | 3-0 | Cerro                |
| Rampla Juniors | 0-0 | Liverpool            |
| River Plate    | 4-3 | Central              |
| Nacional       | 1-0 | Montevideo Wanderers |

| Nacional             | 3-1 | River Plate |
| Central              | 2-1 | Cerro       |
| Peñarol              | 3-1 | Defensor    |
| Montevideo Wanderers | 2-2 | Liverpool   |
| Rampla Juniors       | 2-0 | Danubio     |

| Peñarol        | 1-1 | Montevideo Wanderers |
| Nacional       | 1-1 | Danubio              |
| River Plate    | 4-2 | Liverpool            |
| Central        | 1-1 | Defensor             |
| Rampla Juniors | 1-1 | Cerro                |

| Nacional             | 3-0 | Liverpool |
| Peñarol              | 3-1 | Cerro     |
| River Plate          | 2-1 | Danubio   |
| Montevideo Wanderers | 1-0 | Central   |
| Rampla Juniors       | 4-1 | Defensor  |

| Rampla Juniors | 2-2 | River Plate          |
| Danubio        | 3-2 | Defensor             |
| Liverpool      | 1-1 | Central              |
| Cerro          | 2-0 | Montevideo Wanderers |
| Peñarol        | 4-3 | Nacional             |

| Peñarol              | 3-0 | Rampla Juniors |
| Nacional             | 3-2 | Central        |
| Liverpool            | 4-0 | Danubio        |
| Cerro                | 4-1 | River Plate    |
| Montevideo Wanderers | 4-4 | Defensor       |